# مقتل توفيق عبد الجبار
في 19 يناير 2024، قُتل الفلسطيني الأمريكي توفيق عبد الجبار الذي كان يقود سيارته على الطريق السريع رقم 60 في الضفة الغربية جراء إطلاق النار عليه. وجاء في بيان للشرطة الإسرائيلية أن ضابط شرطة إسرائيلي خارج الخدمة وجندي من جيش الاحتلال الإسرائيلي ومُستوطن إسرائيلي أطلقوا النار على سيارة عبد الجبار. كان عبد الجبار الطفل رقم 94، والفلسطيني رقم 358، وأول أمريكي يُقتل في الضفة الغربية منذ بداية الحرب الفلسطينية الإسرائيلية.

## حياة عبد الجبار المُبكرة
وُلد توفيق عبد الجبار ونشأ في غريتنا بولاية لويزيانا. كانت عائلته تسافر بشكل متكرر إلى منزل أجدادهم في المزرعة الشرقية بالضفة الغربية. عاشت عائلة عبد الجبار هناك منذ أكثر من 200 عام، وقد نشأ والديه في القرية. قُتل اثنان من أعمام عبد الجبار على يد المستوطنين الإسرائيليين.
وسافر عبد الجبار إلى المزرعة الشرقية مع عائلته في مايو 2023 للتواصل مع أقاربه والتعرف على الثقافة الفلسطينية. كان في سنته الأخيرة بالمدرسة الثانوية وكان يدرس عن بعد وقت وفاته.

## الحادث
بحسب عائلة عبد الجبار، كان يقود سيارته على الطريق السريع رقم 60 حول المزرعة الشرقية مع أصدقائه لحضور نزهة أو حفل شواء عند اغتياله بعد ظهر يوم 19 يناير/كانون الثاني 2024. وقال شهود عيان إن عبد الجبار أصيب أولاً برصاص مستوطن إسرائيلي، ثم أطلق عليه جندي إسرائيلي النار. أطلق مستوطن إسرائيلي عدة طلقات نارية على الجزء الخلفي من الشاحنة. وبينما كان عبد الجبار يحاول الابتعاد عن الطلقات، بدأت آلية عسكرية إسرائيلية بإطلاق النار من الاتجاه المعاكس. وتم إطلاق ما لا يقل عن 10 أعيرة نارية على عبد الجبار. وبعد إطلاق النار عليه، فقد عبد الجبار السيطرة على السيارة، مما أدى إلى انقلابها عدة مرات. وأفاد والد عبد الجبار أنه عندما وصل إلى مكان إطلاق النار وجده مصاباً بطلقات نارية في صدره ورقبته. وبحسب ما ورد كان جنود الجيش الإسرائيلي في مكان الحادث عندما وصل والده، ووجهوا أسلحتهم وحذروا الناس من الابتعاد عن المنطقة. واعتقلت القوات الإسرائيلية جو عبد القاضي، قريب عبد الجبار، وشهود آخرين في مكان الحادث لفترة وجيزة. وجدت الحركة الدولية للدفاع عن الأطفال - فلسطين أن القوات الإسرائيلية منعت المستجيبين للطوارئ من الوصول إلى مكان الحادث لمدة 15 دقيقة على الأقل. وجاء في التقرير الطبي الأولي الصادر عن مجمع فلسطين الطبي في رام الله، أن عبد الجبار كان قد فارق الحياة عند دخوله المستشفى عند الساعة 4:03 عصراً. وأفادت التقارير أن سبب الوفاة هو إصابته بطلق ناري في الجانب الأيمن من الرأس. توفي عن عمر يناهز 17 عامًا. ودُفن عبد الجبار في مقابر العائلة بالمزرعة الشرقية.

## ردود الفعل

### الولايات المتحدة
وبعد مقتل عبد الجبار، انتقدت عائلته دعم الولايات المتحدة لإسرائيل. وقالت والدته: "لقد قُتل ابني - لا أريد أن أقول الرصاص الأمريكي، ولكن على الأقل بأموال أمريكية. نحن نعيش هناك، ونعمل هناك. أعمالنا هناك، وندفع الضرائب هناك. لذا فإن ضرائبي ستذهب إلى الرصاصة التي قتلت ابني". أثناء تشييع عبد الجبار في المزرعة الشرقية، قال والده: "المجتمع الأمريكي لا يعرف القصة الحقيقية. تعالوا هنا على الأرض وانظروا ما الذي يحدث. كم من الآباء والأمهات يجب أن يموتوا؟" يقولون وداعا لأطفالهم كم أكثر؟" 
ووصف المتحدث باسم مجلس الأمن القومي الأمريكي جون كيربي مقتل عبد الجبار بأنها "جريمة قتل مأساوية" ودعا إسرائيل إلى "إجراء تحقيق كامل وشامل وشفاف في مقتله". ودعا المتحدث باسم وزارة الخارجية الأمريكية فيدانت باتيل إلى "تحقيق عاجل لتحديد ملابسات وفاته". قام جورج نول، رئيس المكتب الأمريكي للشؤون الفلسطينية ، بزيارة عائلة عبد الجبار لتقديم تعازيه. ردًا على تصاعد أعمال العنف ضد الفلسطينيين من قبل المستوطنين الإسرائيليين، بما في ذلك مقتل عبد الجبار، أصدر رئيس الولايات المتحدة جو بايدن أمرًا تنفيذيًا في 1 فبراير 2024 يفرض قيودًا مالية وقيودًا على التأشيرات على أربعة مستوطنين إسرائيليين ارتكبوا أعمال عنف ضد الفلسطينيين.
ودعت عضو الكونغرس الأمريكي رشيدة طليب إلى إجراء تحقيق في جريمة القتل قائلة: "توفيق يستحق أن يكبر". أقيمت وقفة احتجاجية في مسجد مسجد عمر في هارفي وحملة تذكارية في منطقة نيو أورليانز.
وفي 10 فبراير 2024، وقعت جريمة قتل أخرى في ظروف مماثلة. قُتل الشاب الفلسطيني الأمريكي محمد خضور، البالغ من العمر 17 عامًا، برصاصة في الرأس على يد القوات الإسرائيلية أثناء قيادته سيارته في الضفة الغربية، خارج بدو. رداً على مقتل خضور وعبد الجبار، قدم وزير الخارجية الأمريكي أنتوني بلينكن "تعازيه العميقة" لعائلتيهما. وقال مستشار الأمن القومي الأمريكي جيك سوليفان إن التحقيقات في حادثتي القتل لا تزال معلقة.

### إسرائيل
وجاء في بيان للشرطة الإسرائيلية وتقرير للجيش الإسرائيلي أن عبد الجبار كان متورطًا في إلقاء الحجارة على طول الطريق السريع رقم 60. محمد سلامة، الذي كان في مقعد الراكب الأمامي عندما قُتل عبد الجبار، شكك والد عبد الجبار في هذا الادعاء. ولم يذكر تقرير الشرطة الأصلي أن عبد الجبار أصيب بالرصاص أثناء القيادة، وهو ما يتعارض مع أقوال الشهود.
وتجري منظمة بتسيلم تحقيقًا في جريمة القتل.